# Macintosh Quadra 950
Macintosh Quadra 950はAppleによって設計、製造され、1992年3月から1995年10月まで販売されていたパーソナルコンピュータ、Macintoshの一機種である。追って1993年発表のApple Workgroup Server 95も基本的に同じハードウェアを持つため、ここで記述する。

## 位置付け
Quadra 900の後継機種としてリリースされた。内容としてはCPUの性能向上を図っただけのマイナーチェンジに留まる。このQuadra 950を基に、サーバ用構成のWorkgroup Server 95が追加された。
その後Appleは多数の新製品をリリースしていったが、Quadraシリーズの後継である第1世代のPower MacintoshシリーズにはNuBusスロットを5基以上備える機種は用意されなかったこともあり、Power Macintosh 9500が発売されるまで並行して販売が続いた。

## ハードウェア

### 筐体
Quadra 900からMacintosh初の大型タワーデザインを継承している。

### CPU
Quadra 900から引き続き、モトローラのMC68040プロセッサを採用している。CPUクロックは25MHzから33MHzまで上げられ各種性能を向上させた。一部でCPUキャッシュによる非互換が発生するので、オフにするコントロールパネル「キャッシュスイッチ」が付属した。

### RAM
30-pin SIMMスロットを採用し、16スロット。Appleの公式最大搭載可能サイズは256MBであり、最大16MBモジュールを16枚搭載できる。

### ビデオ
ロジックボードにビデオ回路が組み込まれ、解像度1152x870までサポートしていた。ロジックボード上の6個のSIMMスロットに2MBまでVRAMを増設すれば、832x624の画面解像度では24-bit(1600万)色表示できた。

### その他
- NuBusスロットを5基備える[2]。
- 補助記憶装置を4台まで内蔵できる[2]。
- イーサネットはAAUIポート（Apple Attachment Unit Interface）である。
- 040プロセッサダイレクトスロットを持ち、1994年にはこれに対応した「Power Macintosh Upgrade Card(M2843J/A) 」などがリリースされた[3]。

## ソフトウェア
Quadra 900から引き続き、Quadra 950にはSystem 7が採用された。Workgroup Server 95にはA/UXが採用された。

## 関連
- 生産終了したApple Computer

注記:このコンピュータは自動車のように鍵でスイッチをON-OFFすることも出来た。